# بهر بيغ
بهر بيغ هي قرية في مقاطعة ورزقان، إيران. عدد سكان هذه القرية هو 108 في سنة 2006.